# Azjatycki Puchar Challenge IIHF 2015
8. Azjatycki Puchar Challenge IIHF 2015 organizowane przez IIHF odbędzie się w Chińskim Tajpej (Tajwan) oraz w Kuwejcie. System grupowy jest podobny do Mistrzostw Świata w Hokeju na Lodzie. Najgorsza drużyna wyższej dywizji tj. Top dywizji spada do I dywizji. W przeciwną stronę przenosi się najlepsza drużyna pierwszej dywizji. Turniej top dywizji odbędzie się w dniach 14 - 19 marca, zaś turniej pierwszej dywizji odbędzie się w dniach 18 - 25 kwietnia.

## Top dywizja
| Lp. | Drużyna         |
| --- | --------------- |
|     | Chińskie Tajpej |
|     | ZEA             |
|     | Mongolia        |
| 4.  | Tajlandia       |
| 5.  | Makau           |

W turnieju top dywizji uczestniczyło pięć zespołów, w związku z tym rozegranych zostało 10 spotkań w ramach fazy grupowej systemem kołowym. Wyniki tej fazy zdecydują o końcowej klasyfikacji turnieju. Najgorsza drużyna zostanie relegowana do pierwszej dywizji w roku 2016.
Mistrzem została drużyna gospodarzy - Chińskiego Tajpej. Na drugim miejscu podium stanęła drużyna Zjednoczonych Emiratów Arabskich, na trzecim miejscu podium uplasowała się Mongolia. Wszystkie drużyny które znalazły się na podium obroniły swoje pozycje sprzed roku.
W mistrzostwach nie uczestniczyła reprezentacja Hongkongu, która wystartowała w mistrzostwach świata.

## Pierwsza dywizja
| Lp. | Drużyna   |
| --- | --------- |
| 1.  | Kuwejt    |
| 2.  | Singapur  |
| 3.  | Kirgistan |
| 4.  | Oman      |
| 5.  | Malezja   |
| 6.  | Indie     |

W turnieju pierwszej dywizji uczestniczyło sześć zespołów, w związku z tym rozegranych zostanie 10 spotkań w ramach fazy grupowej systemem kołowym. Najlepsza drużyna turnieju awansowała do top dywizji w roku 2016. Po raz pierwszy w tych rozgrywkach wystąpiła reprezentacja Omanu. Początkowo do turnieju zgłosiła się również reprezentacja Kataru.